# O.K. Corral (Lucky Luke)
Pour les articles homonymes, voir O.K. Corral (homonymie).
O.K. Corral est la cent-huitième histoire de la série Lucky Luke par Morris, Éric Adam et Xavier Fauche. Elle est publiée pour la première fois en album en 1997 no 36.

## Résumé
À Tombstone, les élections opposent Wyatt Earp et Old Clanton, le maire sortant. Lucky Luke y trouve une ville en ébullition. Pour une fois, grâce à Lucky Luke, des élections vraiment démocratiques pourront peut-être avoir lieu.

## Scénario
Le scénario s'inspire très librement de celui de la célèbre fusillade d'O.K. Corral. On retrouve, dans la ville de Tombstone, les personnages de Wyatt Earp (1848-1929) et d'Ike Clanton (en), qui y ont joué un rôle clé.

### Documentation
- Nicolas Pothier, « Quel Maurice ? Celui de la photocopieuse ? », BoDoï, no 2,‎ octobre-novembre 1997, p. 50-51.

### Lien web
- « Lucky Luke -67- O.K. Corral », sur bedetheque.com.